# Chuxiong
Chuxiong, tidigare romaniserat Tsuyung, är en autonom prefektur för yi-folket i Yunnan-provinsen i sydvästra Kina.

## Administrativ indelning
Den autonoma regionen består av en stad på häradsnivå och nio härad:
- Staden Chuxiong (楚雄市), 4 482 km², 490 000 invånare;
- Häradet Shuangbai (双柏县), 4 045 km², 150 000 invånare;
- Häradet Mouding (牟定县), 1 494 km², 200 000 invånare;
- Häradet Nanhua (南华县), 2 343 km², 230 000 invånare;
- Häradet Yao'an (姚安县), 1 803 km², 200 000 invånare;
- Häradet Dayao (大姚县), 4 146 km², 280 000 invånare;
- Häradet Yongren (永仁县), 2 189 km², 100 000 invånare;
- Häradet Yuanmou (元谋县), 2 803 km², 210 000 invånare;
- Häradet Wuding (武定县), 3 322 km², 260 000 invånare;
- Häradet Lufeng (禄丰县), 3 631 km², 420 000 invånare.